# Amtsgericht Weißenburg (Elsass)

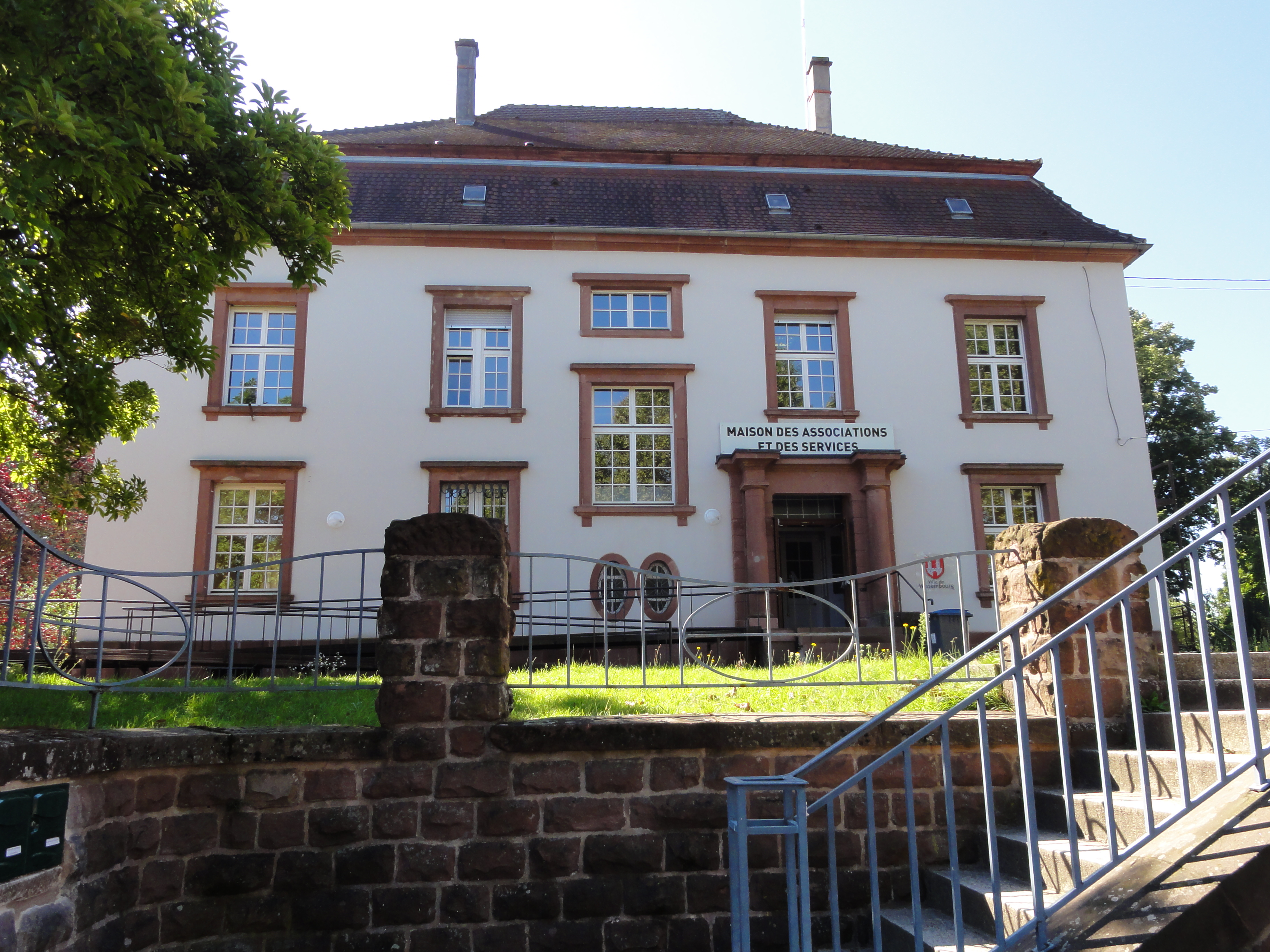
Ehem. Gerichtsgebäude (2013)

Das Amtsgericht Weißenburg war ein deutsches Amtsgericht mit Sitz in Weißenburg.

## Geschichte
Weißenburg war Sitz eines französischen Friedensgerichtes. Nach der Abtretung Elsass-Lothringens im Frieden von Frankfurt an das Deutsche Reich 1871 wurde die Gerichtsstruktur mit dem Gesetz, betreffend Abänderung der Gerichtsverfassung vom 14. Juli 1871 und der Ausführungsbestimmung hierzu vom gleichen Tag neu geregelt. Dabei wurden die Friedensgerichte beibehalten. Durch Verordnung des Reichskanzlers vom 7. August 1871 wurde das Friedensgericht Sulz u. W. aufgehoben und sein Sprengel dem Friedensgericht Weißenburg zugeordnet. Im Rahmen der Reichsjustizgesetze wurden 1879 die Friedensgerichte im Reichsland Elsass-Lothringen aufgehoben und Amtsgerichte gebildet. Das Amtsgericht Weißenburg war dem Landgericht Straßburg nachgeordnet. Am Gericht bestand 1880 eine Richterstelle. Das Amtsgericht war damit ein kleines Amtsgericht im Landgerichtsbezirk. Der Gerichtsbezirk umfasste 1895 den Kanton Weißenburg mit 187 Quadratkilometern, 16.947 Einwohnern und 15 Gemeinden. Mit der Verordnung über den Sitz und die Bezirke der Amtsgerichte vom 3. April 1909 ging die Gemeinde Aschbach aus dem Sprengel des Amtsgerichts Lauterburg in den Sprengel des Amtsgerichts Weißenburg über.
Nach der Reannexion Elsass-Lothringens durch Frankreich nach dem Ersten Weltkrieg wurde das Amtsgericht Weißenburg als „Tribunal cantonal Wissembourg“ weitergeführt. Im Zweiten Weltkrieg wurde 1940 von der deutschen Besatzungsmacht die vorgefundene Gerichtsstruktur unter Verwendung deutscher Ortsnamen und Behördenbezeichnungen, hier also wieder als Amtsgericht Weißenburg, fortgeführt.

## Gerichtsgebäude
Das Gerichtsgebäude wurde 1909 erbaut. Seine heutige Adresse ist 2, rue du Tribunal. Es steht unter Denkmalschutz und wird heute als Vereinshaus und für kommunale Dienste (Maison des Associations et des Services) genutzt.